# گراهام جونز (دوچرخه‌سوار)
گراهام جونز (انگلیسی: Graham Jones؛ زادهٔ ۲۸ اکتبر ۱۹۵۷) دوچرخه‌سوار اهل بریتانیا است.
از باشگاه‌هایی که در آن بازی کرده‌است می‌توان به تیم دوچرخه‌سواری پژو اشاره کرد.